# 38 – Auch das war Wien
38 – Auch das war Wien (Verweistitel: ’38 – Heim ins Reich) ist ein österreichisch-deutscher Spielfilm aus dem Jahr 1986. Der Film entstand nach dem Roman Auch das war Wien von Friedrich Torberg. 1987 wurde er von Österreich für den Oscar eingereicht und wurde in der Kategorie „Bester fremdsprachiger Film“ nominiert.
38 – Auch das war Wien ist mit der Nummer 31 in der Edition Der österreichische Film als DVD veröffentlicht worden.

## Handlung
Die Geschichte setzt 1937 ein und spielt zwischen Wien und Berlin. Die Schauspielerin Carola Hell steht am Beginn einer hoffnungsvollen Karriere. Sie liebt den assimilierten jüdischen Schriftsteller Martin Hoffmann und zieht mit ihm in eine gemeinsame Wohnung. Die beiden glauben, trotz der politischen Veränderungen ihre Liebe in einer unpolitischen Privatsphäre leben zu können. Anlässlich eines Auftrittes in Berlin macht Carola erste Erfahrungen mit der Gestapo. Da sie sich nicht zum vereinbarten Zeitpunkt meldet, will Martin trotz Warnungen von Freunden nach Berlin reisen, wird aber unterwegs aus dem Zug geholt und durchsucht.
Zurück in Wien, zeigt sich den beiden die Verschärfung der Lage auf den Straßen und in den Reaktionen des antisemitischen Hausmeisters, der Schauspielerkollegen oder der Haushälterin, deren sozialistischer Mann inhaftiert ist. Die Haushälterin erinnert sich an die Februarkämpfe 1934 und bietet Hoffmann für den Ernstfall Unterschlupf in ihrer Gemeindewohnung an. Der Anschluss Österreichs ist vollzogen, und Carola teilt Martin mit, dass sie schwanger ist. Gemeinsam versuchen sie, mit dem Zug nach Prag zu kommen, doch Martin wird am Bahnhof aus der Menge geholt, während Carola die Flucht gelingt. Als er das Angebot der Haushälterin annehmen will, weist sie ihn ab, weil ihr Sohn ein Nazi ist und das nicht gut gehen würde. Ein Taxifahrer verspricht Hoffmann, ihn am nächsten Tag bis zur Grenze zu bringen, doch wird Hoffmann noch in derselben Nacht am Heimweg von der Gestapo abgepasst.

## Kritiken
„Der bemühte Versuch, ein dunkles Kapitel deutsch-österreichischer Geschichte aufzuarbeiten, ist allenfalls auf Grund seines Themas bemerkenswert – diskussionswert“, schrieb das Lexikon des internationalen Films. Das Urteil der Fernsehzeitschrift Prisma lautete: „Leider bietet das Ergebnis gepflegte Langeweile mit nostalgischen Bildern und einer oft nervigen Moral.“
Auch die Kritik von Dietrich Kuhlbrodt in epd-film 6/87 fiel nicht sehr positiv aus: „Regisseur Wolfgang Glück (Der Schüler Gerber) verfilmte das Buch „Auch das war Wien“ von Torberg, womit für eine nichtendenwollende Flut von Dialogen auf Basic German gesorgt ist. […] Eine nostalgische Modenschau von A bis Z. […] Doch dann gehts gleich zurück ins Kammerspiel, das heißt auf die Köpfe des Liebespaares, die abwechselnd einen Torbergsatz nach dem anderen aufsagen. Da die Schauspieler nur sehr begrenzt über Ausdrucksmöglichkeiten verfügen, schaut man besser nicht hin. Aber das ist auch nicht nötig, da die Filmdramaturgie sich eh in Hörspieltechnik erschöpft. 38 ist eine Schulfunksendung.“
„In Zeiten, in denen längst überwunden Geglaubtes wieder auftaucht, Vergangenes auch 50 Jahre später nicht bewältigt ist, wieder niedergeschwiegen werden soll: In solchen Zeiten kann so ein Film nicht zuviel sein.“ (Wolfgang Glück)

## Auszeichnungen
Der Film war 1987 für den Oscar in der Kategorie Bester fremdsprachiger Film nominiert, musste sich aber dem Film Der Anschlag des niederländischen Filmemachers Fons Rademakers geschlagen geben.
Die Deutsche Film- und Medienbewertung FBW in Wiesbaden verlieh dem Film das Prädikat wertvoll.